# حزقيال أنخيل باريديس
حزقيال أنخيل باريديس (بالإسبانية: Juan Ángel Paredes)‏ (30 مارس 1979 في باراغواي - ) هو مدرب كرة قدم ولاعب كرة قدم باراغواياني في مركز الهجوم. لعب مع أتلتيكو مدريد ب وذي سترونغيست وسبورت وانكايو وسبورتينغ براغا وسيرو بورتينيو وليغا دي كيتو ونادي أمريكا ونادي بالستينو ونادي بالميراس ونادي بنفيكا وClub 2 de Mayo ‏.

## وصلات خارجية
- حزقيال أنخيل باريديس على موقع قاعدة بيانات كرة القدم.إي يو (الإنجليزية)